# Trifolium canescens
Trifolium canescens là một loài thực vật có hoa trong họ Đậu. Loài này được Willd. miêu tả khoa học đầu tiên.

## Hình ảnh

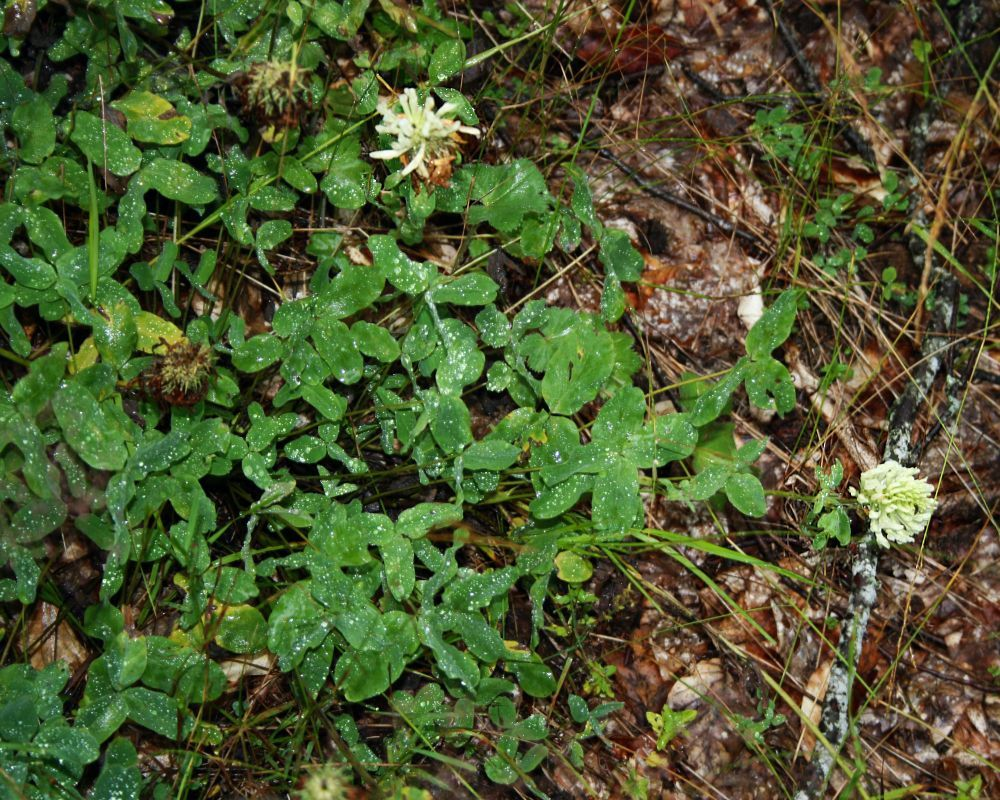
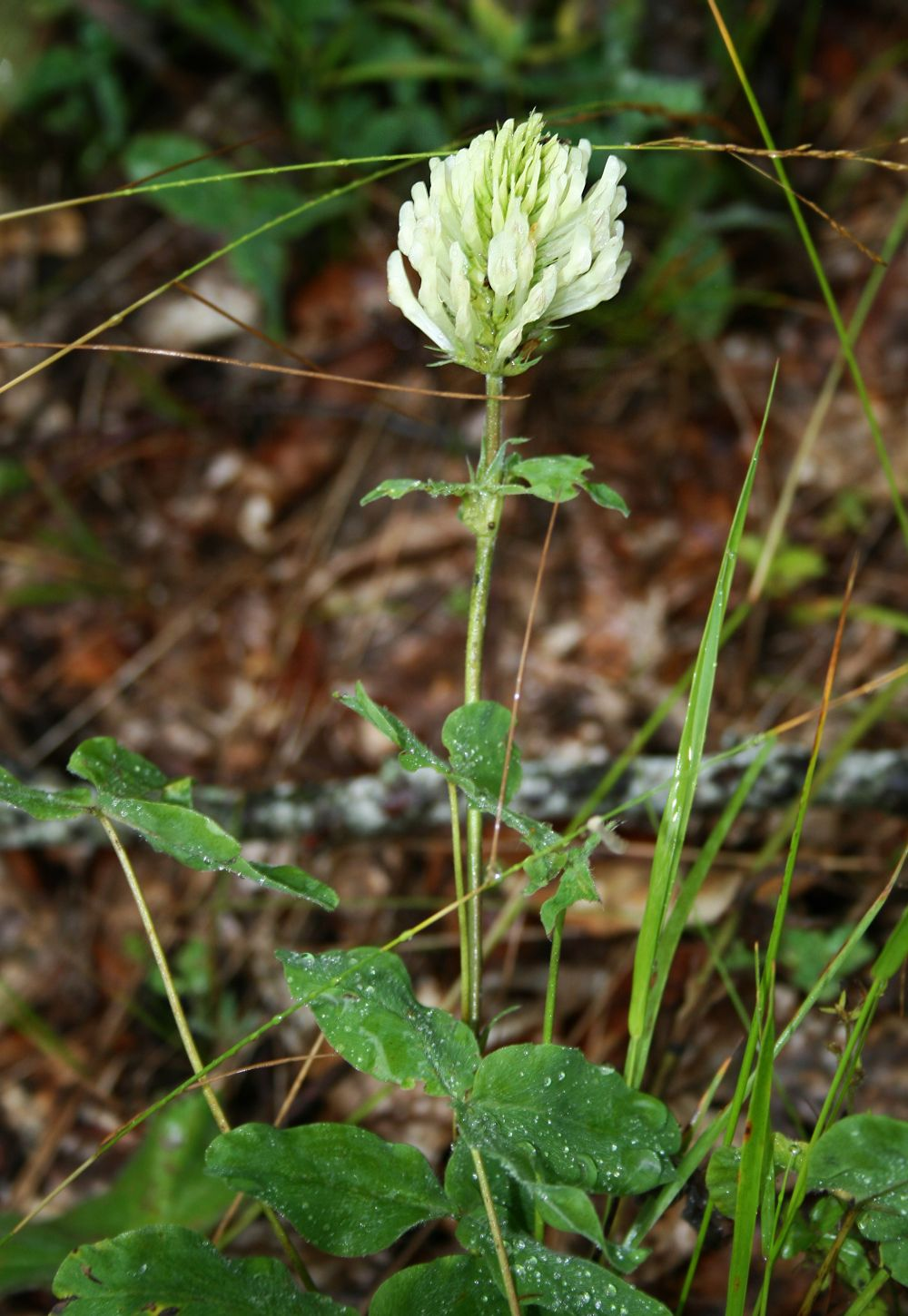
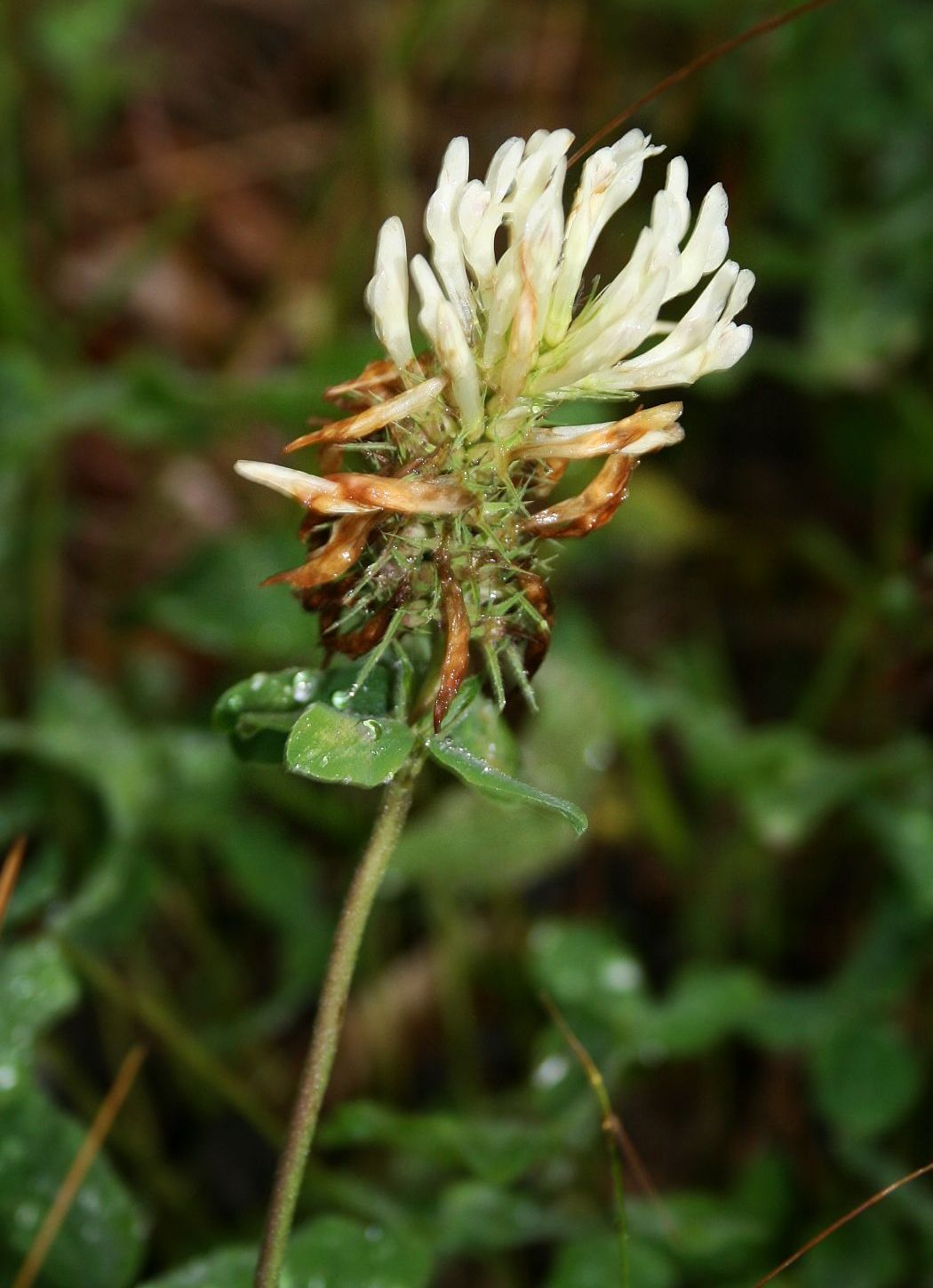